# شاهدارکوه
قله های سه گانه شاهدار شهرستان دامغان قرار دارد. قله شاهدار کوه ارتفاعی بالغ بر ۳۲۵۲ متر است که مخروطی شکل است.این قله مکان مناسبی جهت برنامه های کوهنوردی و سنگ نوردی می‌باشد . 

## موقعیت
این قله در شرق خود کلاته رودبار و در شمال خود روستای بادله کوه و قلهٔ بادله کوه را پیش رو دارد.

## کوهنوردی
شاهدار کوه از قله های مقدس و باشکوه بین مردمان دامغان می‌باشدکه جایگاه بسیار ویژه ای در میان جامعه کوه نوردی دامغان دارد . همه ساله برنامه صعود در قالب صعود های 4 فصل برفراز این قله  سترگ برگزار می‌گردد ،شاهدار کوه با ارتفاع 3251 متر درمنطقه شمال دامغان واقع شده است و این کوه زیبا و ستبر را می توان از مسیرهای مختلف با درجات سختی متفاوت صعود کرد.
1- صعود از منطقه باریک آب شهر کلاته که خود شامل چهار مسیر صعود می باشد.( جبهه شرقی شاهدار)
2- صعود از روستاهای مالخواست و قلع‌سر که ابتدا باید یک رشته کوه زیبا راتراورس سپس این قله ی زیبا را از غرب صعود کرد.
3- صعود از منطقه چشمه علی که لازمه ی آن عبور از دره پنجعلی می باشد.(ضلع جنوبی)